# Luis Ricardo Longhi
Luis Ricardo Longhi (La Plata, provincia de Buenos Aires, 31 de marzo de 1892 - Buenos Aires, 11 de agosto de 1960) fue un Ministro de la Corte Suprema de Justicia de Argentina.

## Estudios
Estudió  química y farmacia en la Universidad Nacional de La Plata y, luego de recibirse, estudió Derecho en la 
Facultad de Ciencias Jurídicas y Sociales de la misma universidad donde se recibió de abogado en 1914.

## Actividad docente y política
Ejerció la profesión de abogado y tuvo cargos docentes fue profesor de Instrucción Cívica y de Economía Política en la Escuela Normal de Profesoras entre 1923 y 1930; y en la Universidad de La Plata fue profesor suplente de Derecho público provincial y municipal entre 1934 y 1938, profesor interino de Derecho Administrativo en 1938, de Legislación federal, de Derecho Constitucional desde 1938 y profesor titular de Derecho Constitucional en 1947. Integró el Consejo Académico de la Facultad de Ciencias Jurídicas por cuatro años a partir de 1936.
Fue convencional por Buenos Aires para la Convención Constituyente que se reunió en enero de 1949 y reformó la Constitución Nacional.

## Actividad judicial
Adhirió al gobierno de facto surgido del golpe de Estado de 1943 y fue designado Fiscal de Estado y asesor de la intervención de la provincia de Buenos Aires y, desde 1944, juez de la Suprema Corte de Justicia.
El coronel Domingo Mercante, gobernador de la provincia electo el 24 de febrero de 1946 lo propuso para la Corte Suprema de Justicia de la Nación al presidente Perón, quien  por decreto N.º 21839 del 26 de julio de 1947 lo designó juez de ese Tribunal y juró el 1 de agosto con los demás jueces y el procurador general de la Nación  Carlos Gabriel Delfino.
Ocupó la presidencia de la Corte, designado por sus pares por acuerdo del 3 de octubre de 1949, desempeñándose hasta su reemplazo por Valenzuela a comienzos de junio de 1952.
Luego de ser derrocado Perón, fue separado del cargo por el gobierno de facto emergente del golpe de Estado por decreto N.º 318 del 4 de octubre de 1955.
Compartió la Corte Suprema en distintos momentos con Justo Lucas Álvarez Rodríguez, Tomás Darío Casares, Felipe Santiago Pérez, Atilio Pessagno y Rodolfo Guillermo Valenzuela.

## Algunas resoluciones de la Corte que integró
La Corte en el caso “José Bassi” declaró que los decretos del Poder Ejecutivo podían establecer jurisdicción militar especial para juzgar a civiles, si bien limitada al conocimiento de delitos y faltas vinculados con el servicio. Cuando se declaró el estado de guerra interno el 28 de septiembre de 1951 por un decreto convalidado luego por la ley 14.062, la mayoría de los jueces de la Corte entendieron que la declaración del estado de guerra, aún en el orden interno, era acto político y privativo de los poderes políticos y declararon la constitucionalidad de la ley. Posteriormente, al rechazar el recurso de habeas corpus por un detenido resolvieron que solo podía intervenir la justicia para juzgar las formas, condiciones y extensión en la aplicación del estado de guerra interna y el estado de sitio a los casos particulares. En sentido concordante, rechazó los habeas corpus fundados en la inconstitucionalidad de la ley 14.062.
La Corte dictó una serie de acordadas destinadas a demostrar su lealtad hacia el presidente y su esposa. Por Acuerdo del 26 de junio de 1952, se le dio el nombre de Eva Perón a la Biblioteca de la Corte; por Acuerdo del 17 de julio de 1952, se adhirió a la Comisión Nacional Pro Monumento a Eva Perón, que todavía no había fallecido; por Acuerdo del 15 de abril del mismo año, la Corte se adhirió al acto de homenaje al presidente Perón por su acción de gobierno y declaró asueto para la concurrencia al acto público. Ninguno de estos acuerdos fue firmado por el juez Tomás Darío Casares.
En el caso de un juez que reclamó amparo por considerar violada la garantía constitucional de inamovilidad al ser trasladado por decreto del Poder Ejecutivo del 21 de noviembre de 1952, la Corte declaró que no tenía competencia en ejercicio de la superintendencia sobre los jueces de la justicia nacional que le otorgaba el art. 94 del nuevo texto constitucional aprobado en 1949, para decidir sobre la constitucionalidad de los actos emanados de los otros poderes. El juez Casares votó  en disidencia manteniendo el criterio  que había expresado en casos similares en 1945.
La Corte con los votos de Valenzuela, Longhi y Pessagno –con la disidencia de Casares- confirmó la sanción disciplinaria a dos Secretarios federales de Córdoba aplicadas por “exhibir distintivos que los individualizaban como afiliados a congregaciones o asociaciones católicas” que quebraban “la solidaridad total que se debe al Excmo. Sr. Presidente de la Nación, Gral. Perón, y al sentido de la política de su gobierno”. Como esta sanción no estaba firme, la nueva Corte integrada por jueces designados por el gobierno de facto la dejó sin efecto porque no había norma que impidiera a los funcionarios usar distintivos de su fe religiosa.

## Obras publicadas
Entre los numerosos trabajos que publicó se encuentran La conferencia naval de Wáshington de 1921 (1925), Supremacía de la Constitución Nacional (1927), La naturalización de la mujer extranjera (1929), Sufragio femenino (1932), El estado de sitio y los gobernadores de provincia (1933), Derechos y privilegios inherentes a la ciudadanía (1934), Lucha secular entre la libertad y la opresión (1936), Crítica a la Constitución de la provincia de Buenos Aires de 1934 (1936), La comisión de mando y la justicia por delegación en la justicia militar (1938), Los derechos y los deberes de los hombres entre sí y en relación al Estado en la República Argentina (1940) y Derecho constitucional argentino y comparado (1945), del que solo se publicó el primer tomo, muy usado por los estudiantes.
Falleció en Buenos Aires el 11 de agosto de 1966.